# Автошлях Р 19
Автошлях Р 19 — автомобільний шлях регіонального значення на території України. Проходить територією Київської області через Фастів від автошляху Р04, перетинається з міжнародним автошляхом М05 E95 і національним Н01. Проходить через Митницю, Обухів. Закінчується у Каневі. Загальна довжина — 94,1 км.